# Góry Hańczowskie

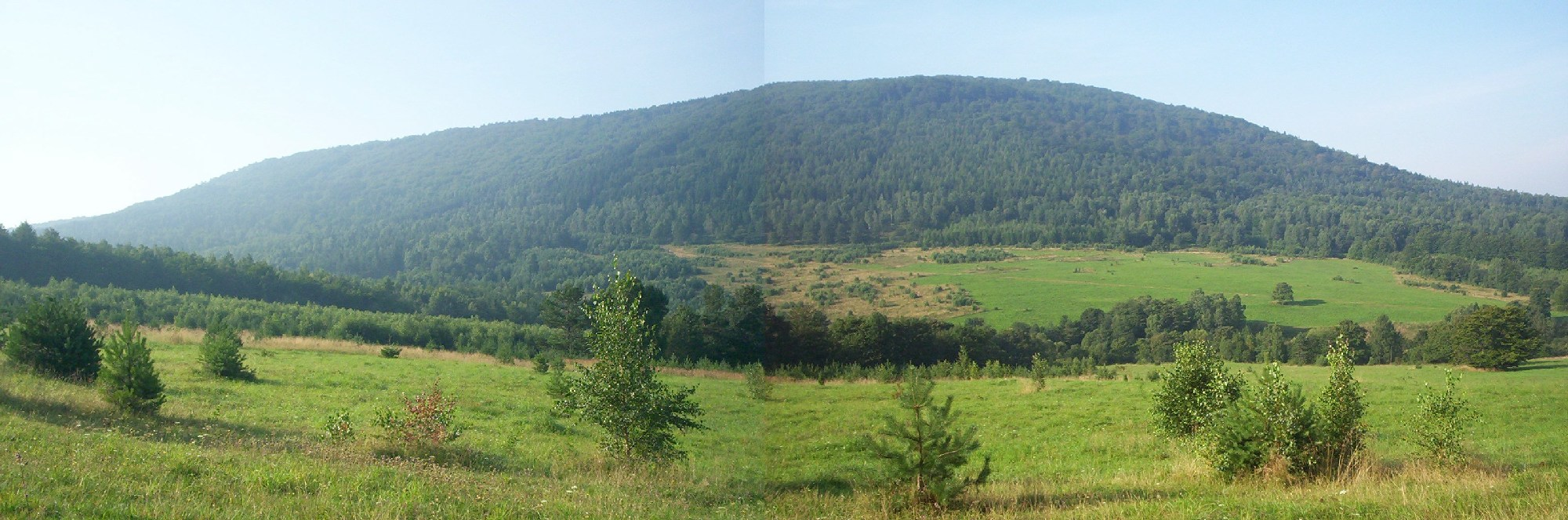
Lackowa

Góry Hańczowskie (też: Hańczowskie Góry Rusztowe) – grupa górska w  Karpatach Zachodnich stanowiąca południowo-zachodnią – najwyższą część Beskidu Niskiego. Obejmuje ona tereny położone w dorzeczach górnych biegów Białej i Ropy, a po stronie słowackiej w dorzeczach lewobrzeżnych dopływów Topli.

## Charakterystyka geomorfologiczna
Obszar ten cechuje się specyficznym ukształtowaniem i przebiegiem poszczególnych pasm górskich. Są one w większości uformowane w długie, wąskie wały o dość zrównanym przebiegu grzbietów i stromych stokach. Pasma te biegną z południowego wschodu na północny zachód. Doliny potoków pomiędzy nimi są proste, szerokie i posiadają względnie płaskie dna. Pasma w szeregu miejsc są jednak przecięte w poprzek wąskimi i głębokimi przełomami rzek i potoków, natomiast w innych połączone ze sobą poprzecznymi grzbietami łącznikowymi, w których są uformowane wyraźne, głębokie przełęcze. Układ taki przypomina konstrukcję rusztu, co dało nazwę tej grupie.
W grupie można wyróżnić (idąc od zachodu) następujące pasma:
- Lackowej (997 m n.p.m.) i Siwej Skały (837 m n.p.m.; już po stronie słowackiej), którego przedłużeniem poza dolinką potoku Oľchovec jest masyw Busova (1002 m n.p.m.);
- Białej Skały (903 m n.p.m.) – Ostrego Wierchu (938 m n.p.m.) – Cigelki (805 m n.p.m.), którego przedłużeniem w kierunku południowo-wschodnim są leżące w głównym wododziale karpackim Hrb (764 m n.p.m.) i Płaziny (825 m n.p.m.);
- Siwejki (785 m n.p.m.) z oddzielonym doliną Ropki masywem Bzian (740 m n.p.m.);
- Dzielca (717 m n.p.m.) i Bordiów Wierchu (755 m n.p.m.);
- Obycza (788 m n.p.m.) – Jaworzynki (869 m n.p.m.) – Koziego Żebra (847 m n.p.m.), którego przedłużeniem w kierunku północno-zachodnim jest wał Polany (721 m n.p.m.), a za przełomem Ropy – pasmo Suchej Homoli (708 m n.p.m.);
- równoległe do poprzedniego i oddzielone od niego Jeziorem Klimkowskim tzw. Pieniny Gorlickie.

## Przyroda ożywiona
Góry Hańczowskie to w większości tereny cenne przyrodniczo. Drzewostany zgodne z zajmowanymi przez nie siedliskami zajmują tu ok. 73% powierzchni leśnej, a lasy różnorodne gatunkowo (udział dominującego gatunku poniżej 60%) zajmują 79%. Duży jest udział starodrzewów. Występuje znaczna mozaikowość zbiorowisk roślinnych, co podnosi bioróżnorodność zarówno samej flory jak i fauny. Obok pospolitych gatunków kopytnych (jeleń, sarna) i dzika bytują tu drapieżniki: ryś, wilk, kuna leśna i domowa, tchórz, łasica, gronostaj. Poza pospolitszymi ssakami owadożernymi stwierdzono tu ryjówkę malutką i rzęsorka rzeczka. Obszar Gór Hańczowskich posiada bogatą awifaunę. Jest ostoją wielu gatunków ptaków drapieżnych, m.in. orlika krzykliwego, orzełka włochatego, puchacza, puszczyka uralskiego, sowy błotnej i włochatki. Być może pojawia się tu również gadożer. Spośród kilku gatunków dzięciołowatych godzien uwagi jest dzięcioł białogrzbiety.